# Eutelsat 3B
 (octobre 2016).
Si vous disposez d'ouvrages ou d'articles de référence ou si vous connaissez des sites web de qualité traitant du thème abordé ici, merci de compléter l'article en donnant les références utiles à sa vérifiabilité et en les liant à la section « Notes et références ».
Eutelsat 3B est un satellite de télécommunications géostationnaire appartenant à l'opérateur Eutelsat, basé sur une plateforme Eurostar 3000 d'Airbus Defence and Space (anciennement Astrium).